# Tesoura de costas
La tesoura de cintura de costas (« ciseaux de ceinture de dos », en portugais), plus souvent abrégée tesoura de costas (« ciseaux de dos »), est un mouvement déséquilibrant de capoeira, comparable au « kani basami » du ju-jitsu, qui consiste à ceinturer l'adversaire avec les jambes croisées avant de pivoter le corps pour le faire tomber en arrière. Le corps doit être orienté vers l'avant de l'adversaire.

## Technique
- Ceinturer l'adversaire par le côté, en plaçant la jambe arrière derrière sa cheville la plus éloignée, et la jambe avant devant son bassin, tout en s'appuyant sur le sol avec une main.
- Placer le bassin aussi proche que possible du sien, sans hésiter à s'agripper à l'adversaire avec l'autre main. Plus le bassin est bas, plus il sera difficile de le faire tomber.
- Pivoter le corps vers l'arrière, en exerçant une pression sur sa taille et en fauchant sa jambe d'appui avec la jambe du dessous, de manière à faire tomber l'adversaire en arrière.
- Une fois la personne à terre, se dégager aussi vite que possible en se retirant ou en passant par-dessus lui après avoir poussé sa jambe.